# Das Missverständnis
Das Missverständnis (franz. Le Malentendu) ist ein Theaterstück, das von Albert Camus 1943 in Le Chambon-sur-Lignon geschrieben wurde und das 1944 seine Uraufführung erlebte.

## Inhalt
Eine Mutter (ca. 60 Jahre) lebt mit ihrer Tochter Martha (ca. 25 Jahre) in einer einsamen Gegend. Die beiden führen ein Hotel, welches jedoch schlecht besucht ist. Martha möchte am Meer leben, doch das Geld der beiden reicht nicht aus. Da sie sich nicht anders zu helfen wissen, bringen sie ihre Gäste um, um mit deren Geld ein neues Leben am Meer anfangen zu können. Eines Tages aber kommt der lange verschollene Sohn (Jan) der Mutter nach Hause. Er war vermutlich nach Algerien ausgewandert, als er noch ein Teenager war. Dort ist er vermögend geworden und hat geheiratet. Entgegen dem Rat seiner Frau Maria, gibt er sich als Fremder aus, um sich seine Familie zunächst anzusehen und herauszufinden, wie er sie am besten glücklich machen kann. Die Mutter erkennt ihren Sohn jedoch nicht wieder, da sie 1. schlecht sieht und 2. aus Erfahrung weiß, dass man diejenigen, die man nicht ansieht, leichter töten kann. Der Sohn schickt seine Frau fort, da er zunächst alleine mit seiner Familie sein möchte. Maria versteht ihn nicht und verlässt nur angstvoll und widerwillig das Hotel. In der Nacht töten Mutter und Tochter Jan – nicht um seine Identität wissend –, indem sie ihm einen Schlaftrunk mischen und ihn, als er schläft, in einen Fluss in der Nähe werfen.

## Sonstiges
Die Handlung von Das Missverständnis erinnert an den Zeitungsausschnitt, den die Hauptfigur in Der Fremde in ihrer Gefängniszelle findet und immer wieder liest: die Geschichte eines Mannes, der fernab der Heimat sein Glück gemacht hat, wohlhabend in sein Heimatdorf zurückkommt, das Hotel seiner Mutter und Schwester besucht und dort übernachtet, ohne sich zu erkennen zu geben (damit später die Überraschung größer ist), und dann von diesen – des Geldes wegen – im Schlaf getötet wird. Als die Mörderinnen ihn erkennen, nehmen sie sich das Leben.
Das Stück, mit Maria Casarès in der Hauptrolle, fiel bei der Kritik durch. Camus, der sich der Schwächen des Stücks bewusst war, schrieb, es habe ihm die größte Freude bereitet, die ein Autor empfinden kann: „Seine eigene Sprache zu hören, durch die Stimme und die Seele einer wunderbaren Schauspielerin“.
Der Südwestfunk produzierte 1966 unter der Regie von Ludwig Cremer einen auf dem Stück basierenden 60-minütigen Fernsehfilm mit Margaret Carl, Rolf Boysen und Elisabeth Flickenschildt in den Hauptrollen.

## Ausgabe
- In: Dramen, ins Deutsche übertragen von Guido G. Meister, Rowohlt Verlag, Hamburg 1959.